# Gijverinkhove

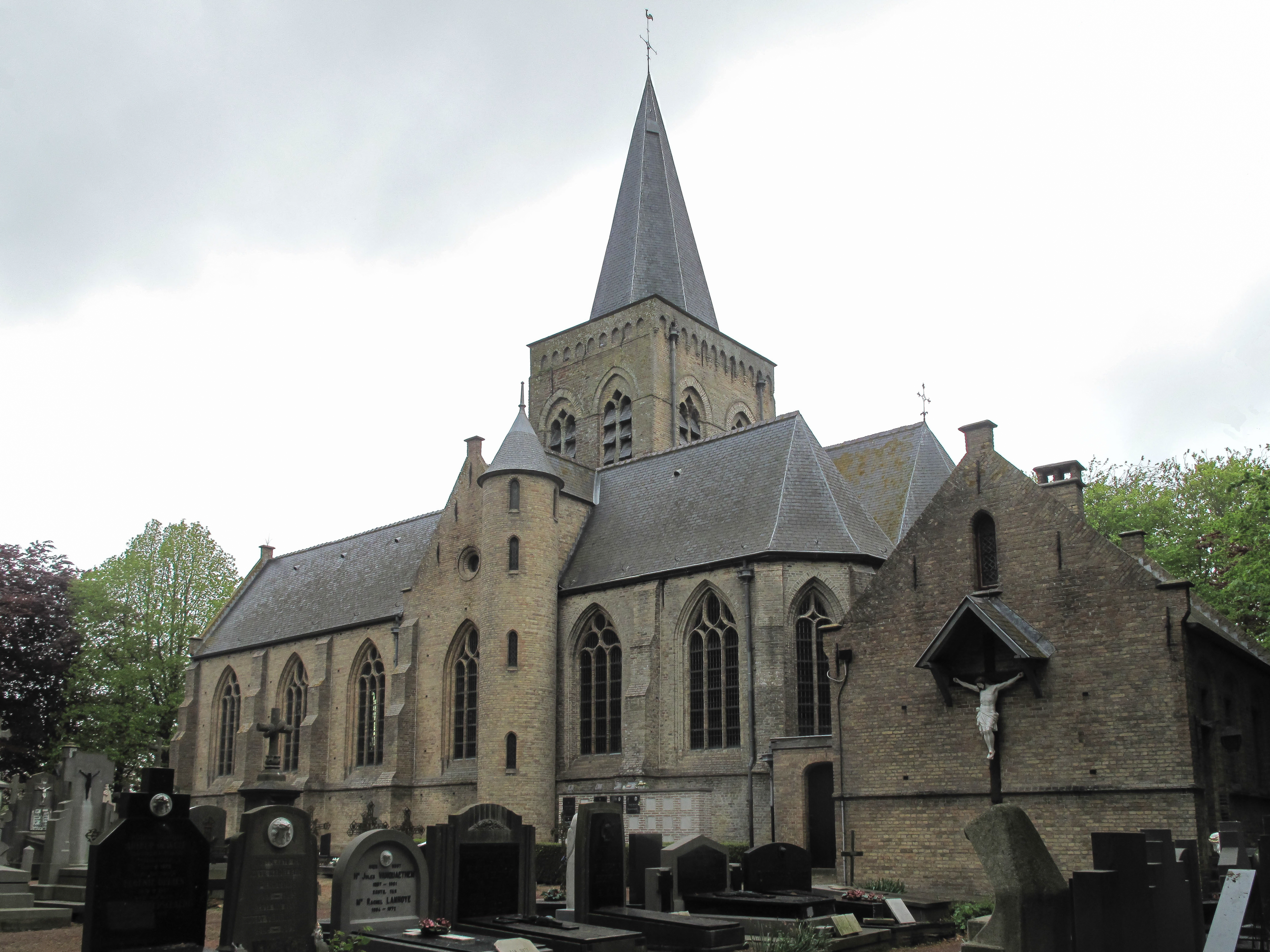
Gijverinkhove, église paroissiale Sint Petrus

Gijverinkhove est une section de la commune belge d'Alveringem située en Région flamande dans la province de Flandre-Occidentale. C'était une commune à part entière avant la fusion des communes de 1971 quand elle fut intégrée dans la commune de Leisele avant de devenir une section d`Alveringem en 1977.

## Démographie

### Évolution démographique
- Sources : INS, Rem. : 1831 jusqu'en 1970 = recensements, 1976 = nombre d'habitants au 31 décembre[2].

## Culture
Le village abrite un musée consacré au sculpteur George Grard.